# Hohe Achsel
Die Hohe Achsel ist ein 3161 m ü. A. hoher Berggipfel des Eichhamstocks in der Venedigergruppe in Osttirol (Österreich). Er liegt in der Gemeinde Matrei in Osttirol. Benachbarte Gipfel sind der Hintere und der Vordere Seekopf im Westen und der Kleine bzw. Große Hexenkopf im Südwesten. Die Erstbesteigung erfolgte am 28. Juli 1905 durch Ingenuin Hechenblaikner und Eduard Franzelin über den Nordwestgrat.

## Lage
Die Hohe Achsel bildet den Nordostabschluss des Eichhamstocks bzw. eine breite Eckbastion im Osten des vom Hinteren Seekopf abzweigenden Seitengrates zum Abfall gegen das Frosnitztal. Die in der Kernzone des Nationalparks Hohe Tauern gelegene Hohe Achsel bildet als breiter Felsgürtel die Südfassade des Frosnitzkees, die über die beiden Seeköpfe bis zur Weißspitze reicht. Neben dem eigentlichen Gipfel (3161 m ü. A.) werden die Ostschulter (3039 m ü. A.) und die Nordschulter (3118 m ü. A.) unterschieden. Zur Ostschulter verläuft das Kleine Achselkees, an der Nordschulter fällt die Nordwand zum Frosnitzkees ab. An der Ostschulter befindet sich zudem der Nordostgrat, der wie der zackige Südostgrat zum Frosnitztal abfällt. Im Süden verläuft der Südkamm mit einem Südostbogen zum Achselsattel (2710 m ü. A.), danach folgt der Schober (2745 m ü. A.). Im Westen trennt die Seekopfscharte (3061 m ü. A.) die Hohe Achsel vom Hinteren Seekopf (3234 m ü. A.).

## Aufstieg

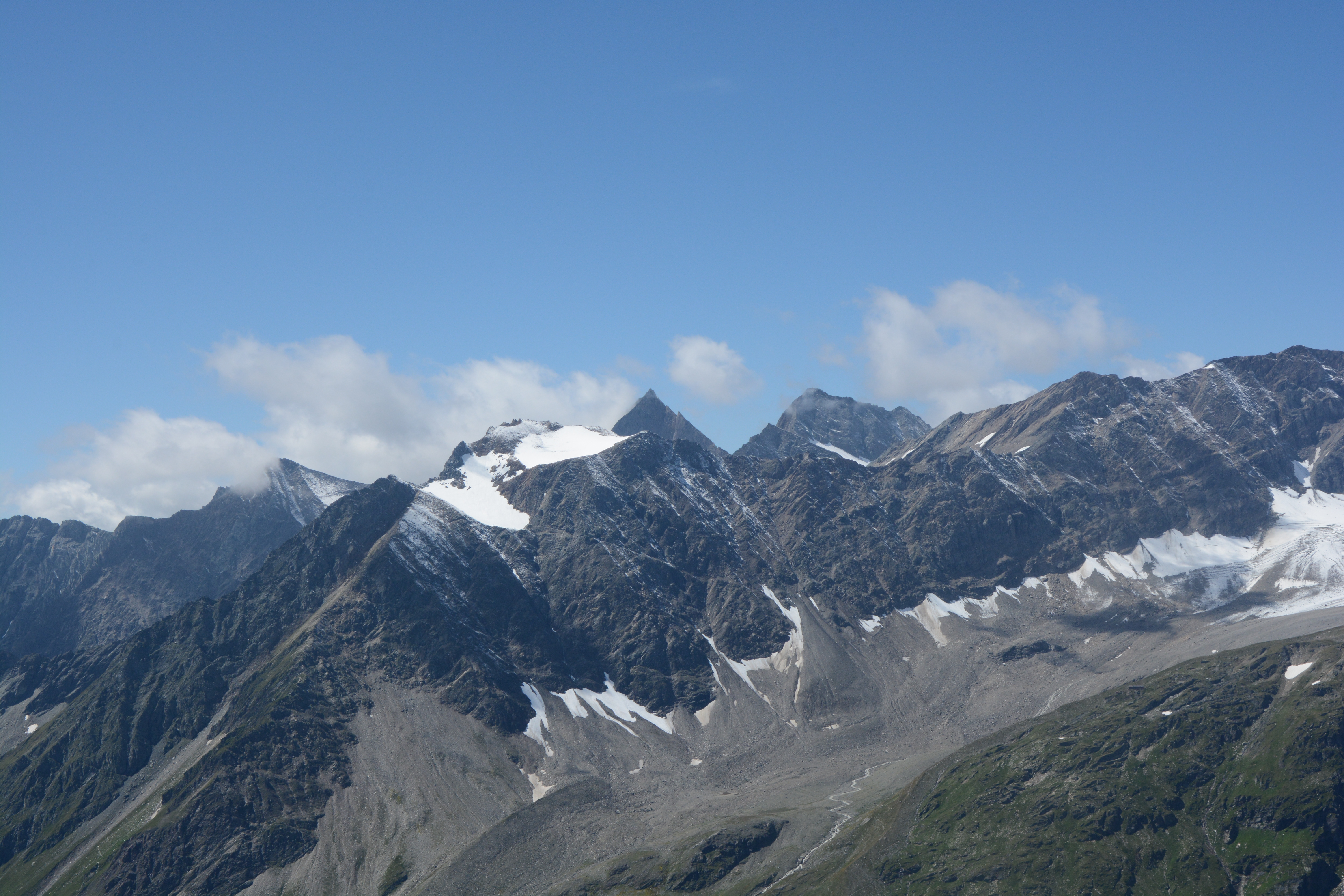
Hohe Achsel von Nordosten (Wildenkogel)

Die Hohe Achsel kann von drei Hütten aus erstiegen werden. Von der Badener Hütte erfolgt der Anstieg über den Venediger Höhenweg in Richtung Galtenscharte bis zum Malfrosnitzbach, wobei man danach dem Bach entlang ins Malfrosnitz folgt, bevor man vorbei am Hexenkees bis in den nördlichsten Talkessel gelangt. Danach gelangt man östlich über die mittelsteile, felsendurchsetzte Südwestflanke auf den Gipfelgrat, über den der Aufstieg zum Gipfel erfolgt. Als Variante kann der Zugang zum erwähnten Talkessel auch von der Bonn-Matreier Hütte erfolgen, wobei der Einstige über die Galtenscharte ins Malfrosnitz erfolgt. Zusätzlich kann die Hohe Achsel auch von der Eisseehütte erstiegen werden, wobei hier nach dem Eissee die Seekopfscharte erstiegen wird, von der der Hang an der Südostseite des Hinteren Seekopfs bis zum Westgrat gequert wird und über diesen der Anstieg zum Gipfel erfolgt.